# テトラカイン
テトラカイン (tetracaine) とはエステル型の局所麻酔薬の1つである。商品名テトカイン。力価の強い麻酔薬であり、副作用も強いため用途は限られており、主に脊髄くも膜下麻酔に使用されている。ナトリウムイオンの神経細胞への流入を阻害することで作用する局所麻酔剤であり、眼科、耳鼻科の短時間の処置にも用いられる。
2000年にブピバカインが脊髄くも膜下麻酔に認可されるまでは、日本においては脊髄くも膜下麻酔の主力薬剤であった。2023年5月に日本での製造販売中止が発表され、2024年3月に流通在庫切れとなる見込みである。以後は、新薬の発売が無い限り、日本における脊髄くも膜下麻酔の適応薬剤はブピバカイン一択となる。近年、リドカインとテトラカインとの配合剤が美容整形分野において、有用性が報告されている

## 薬理作用
Na+チャネルの開口部に内側から入り込みチャネルに結合し、Naの透過を阻害して活動電位の振幅と伝導速度の低下させる。製剤が粉末であるため、5%糖液を溶媒とすれば高比重液、蒸留水を溶媒とすれば低比重液を作成でき、脊髄くも膜下麻酔時の髄腔内での薬液の広がりを調節しやすい。しかし、脊髄くも膜下麻酔用に適応が拡大されたブピバカインの方が、作用時間が長いために、テトラカインよりも麻酔科医に好まれるようになっている。

## 注意点
- プロカイン、リドカインより作用が長く毒性も強いため通常の局所麻酔であればリドカインを使用する。
- 脂質に溶解し易く作用時間が長いため大量に使用してはならない。
- アナフィラキシーを起す場合がある。